# The Genius of Lenny Breau
The Genius of Lenny Breau é um documentário canadense de 1999 que conta a biografia do guitarrista de jazz Lenny Breau. O filme foi produzido pela filha de Breau, Emily Hughes. Junto com uma visão íntima do músico, o documentário traz entrevistas e trechos do músico com outros artistas, incluindo Chet Atkins, Ted Greene, George Benson, Pat Metheny, Leonard Cohen e Randy Bachman, bem como membros da família de Breau.
O filme foi transmitido pela rede de televisão Bravo no Canadá em 23 de março de 1999.

## Prêmios e Indicações
| Ano  | Prêmio       | Categoria                                                                               | Resultado | Ref.  |
| ---- | ------------ | --------------------------------------------------------------------------------------- | --------- | ----- |
| 2000 | Gemini Award | Melhor Programa ou Série de Artes Cênicas ou Programa ou Série de Documentário de Artes | Venceu    | [ 4 ] |